# カンジャンテ
カンジャンテ（cangiante）は、有彩色絵画における技法で、固有色とは異なる絵具を明部あるいは暗部の彩色に用いるもの。日本語では玉虫色の技法とも呼ばれる。単一色相での明暗法より強烈な色彩の効果がある。この技法の用例は13〜14世紀のジョットまで遡ってみられる。ルネサンス美術においては特にミケランジェロによって、玉虫織のような絹糸光沢の衣の表現に用いられた。

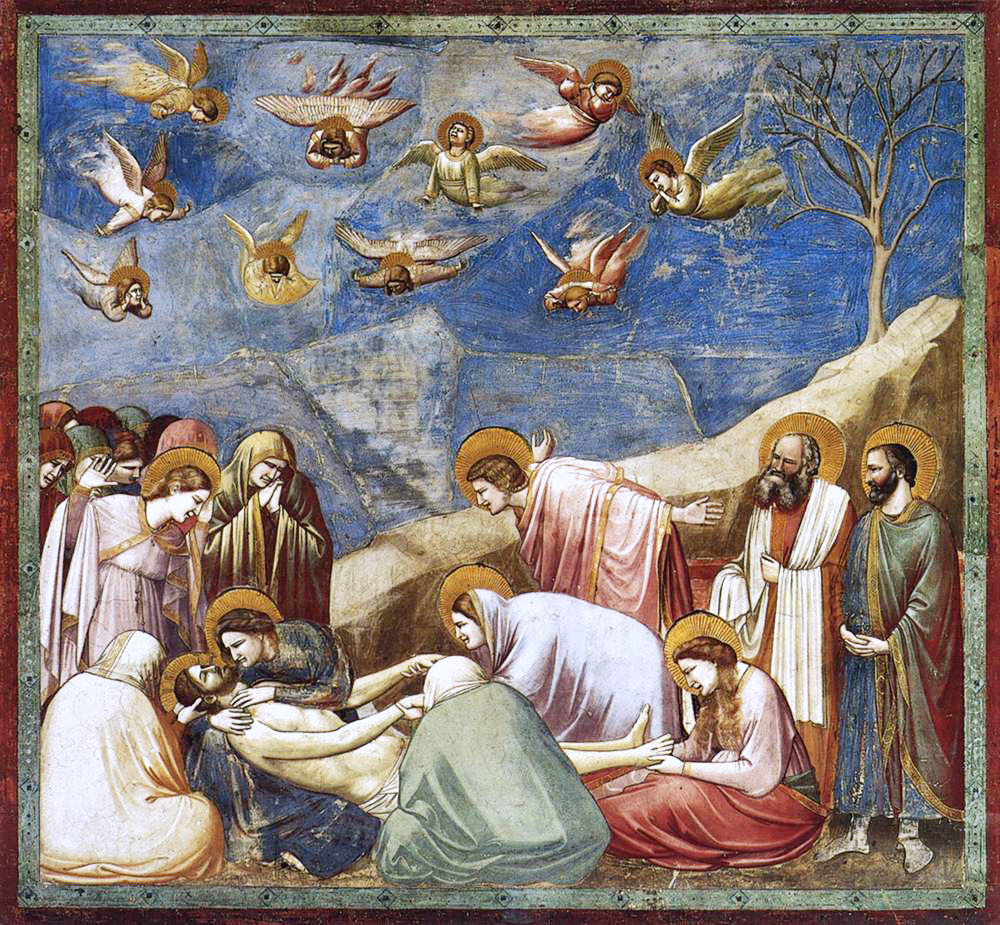
スクロヴェーニ礼拝堂『キリストの哀悼』（ジョット）
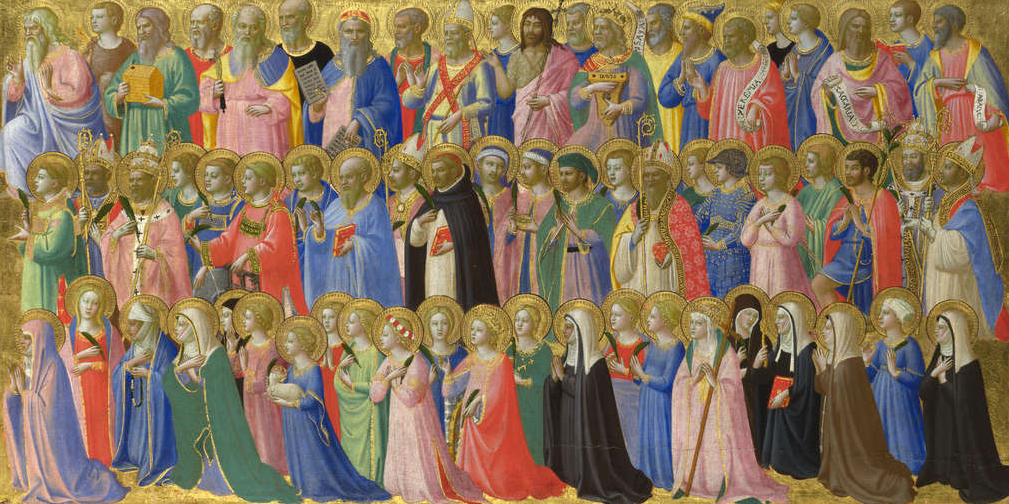
フィエーゾレの祭壇画の裾絵（英語版）より右中翼部分（フラ・アンジェリコ）
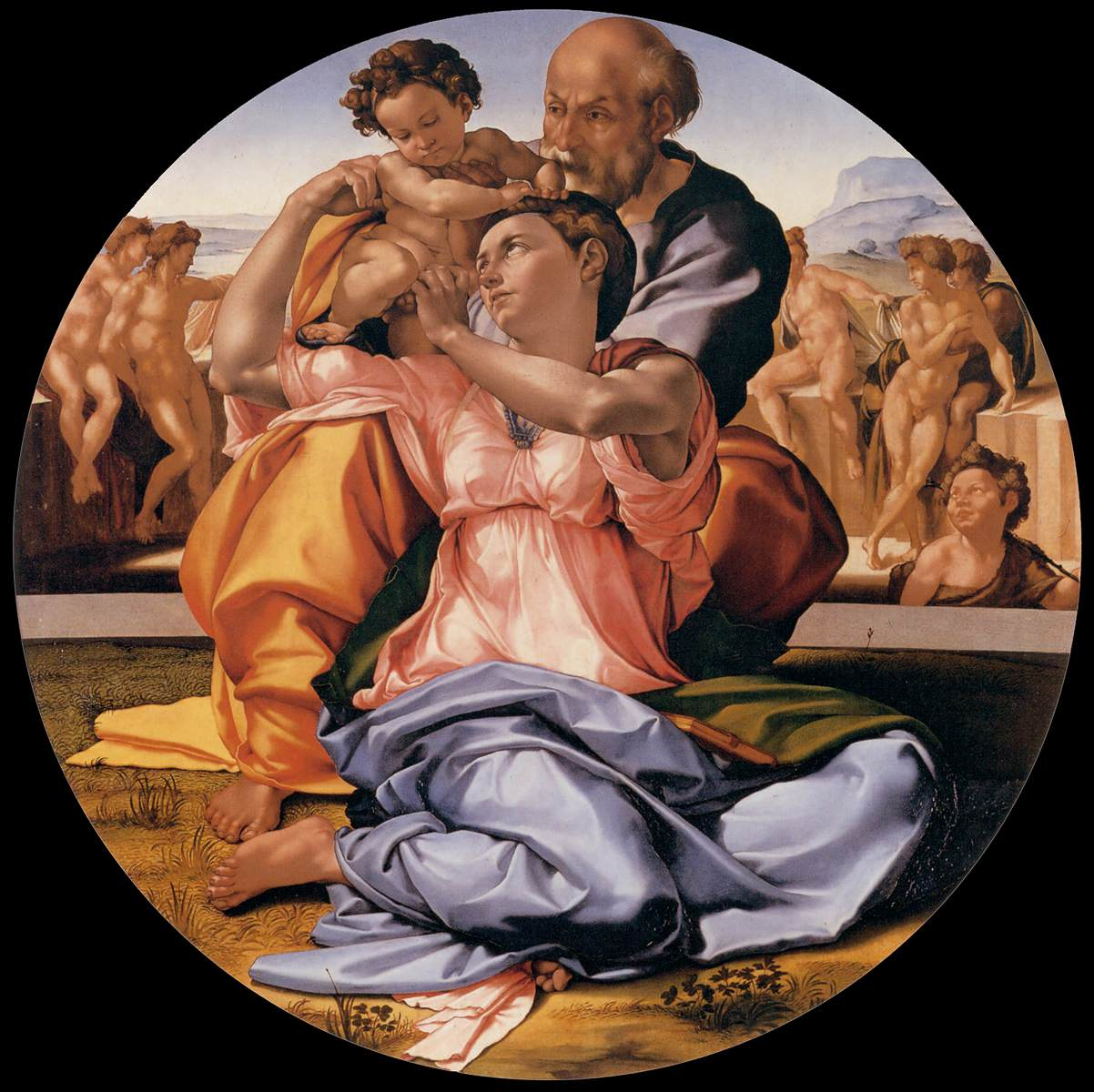
『聖家族』（ミケランジェロ）
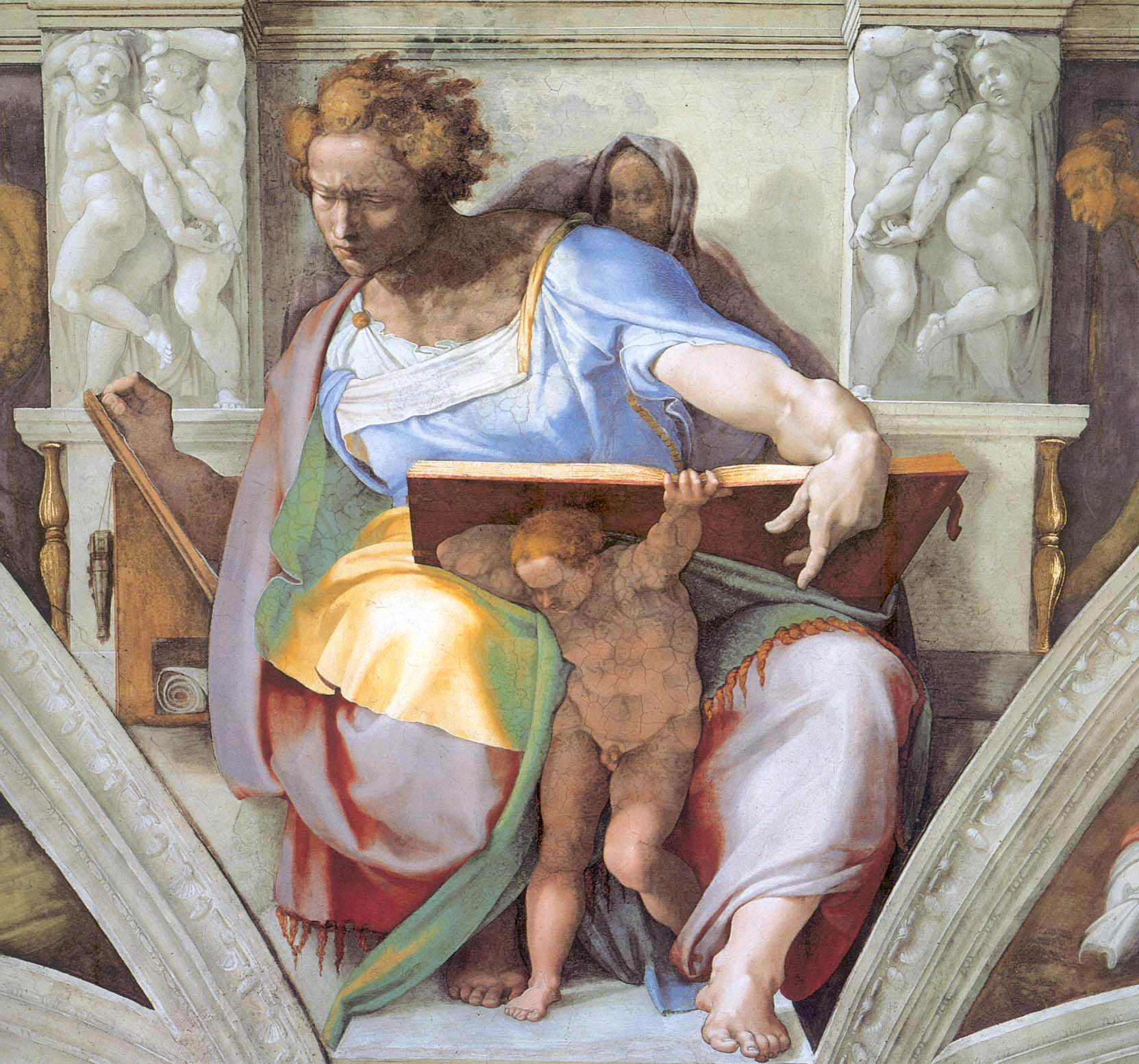
システィーナ礼拝堂天井画よりダニエル部分（ミケランジェロ）
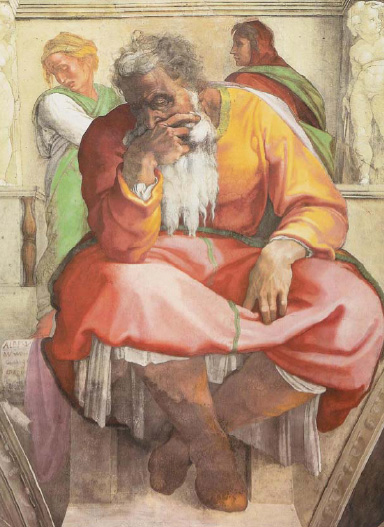
同、エレミヤ部分
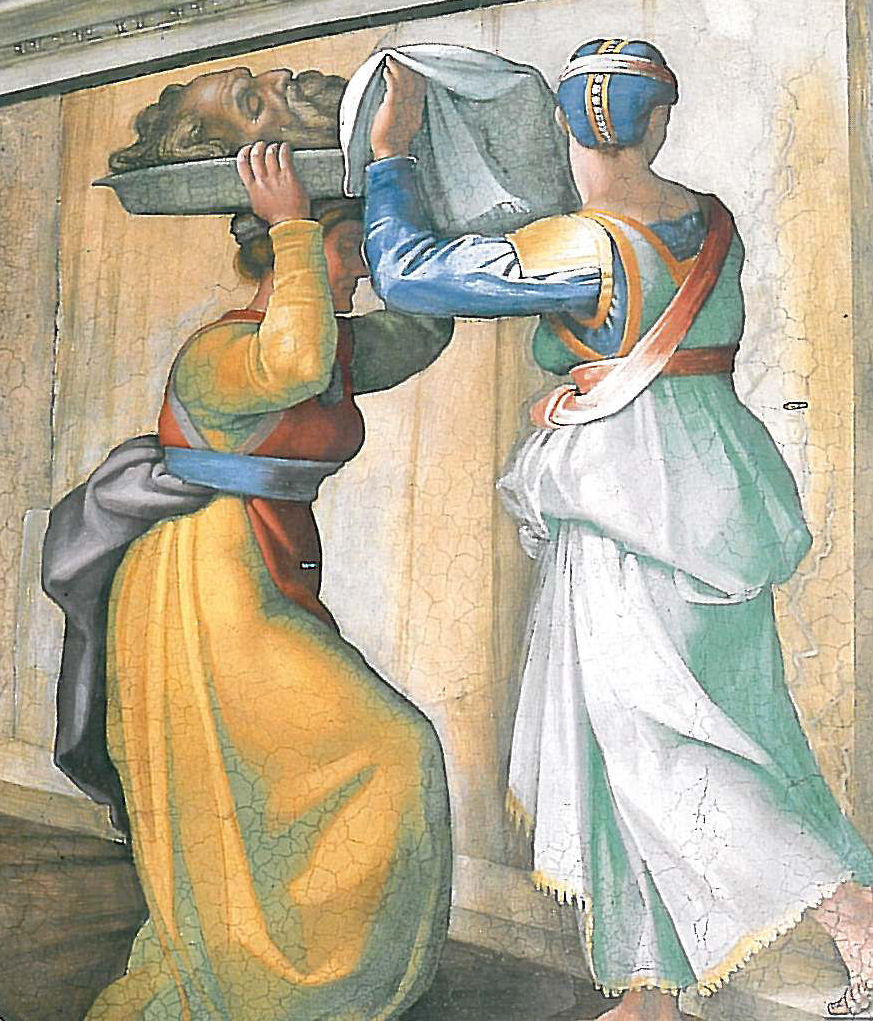
同、ユディトとホロフェルネス部分
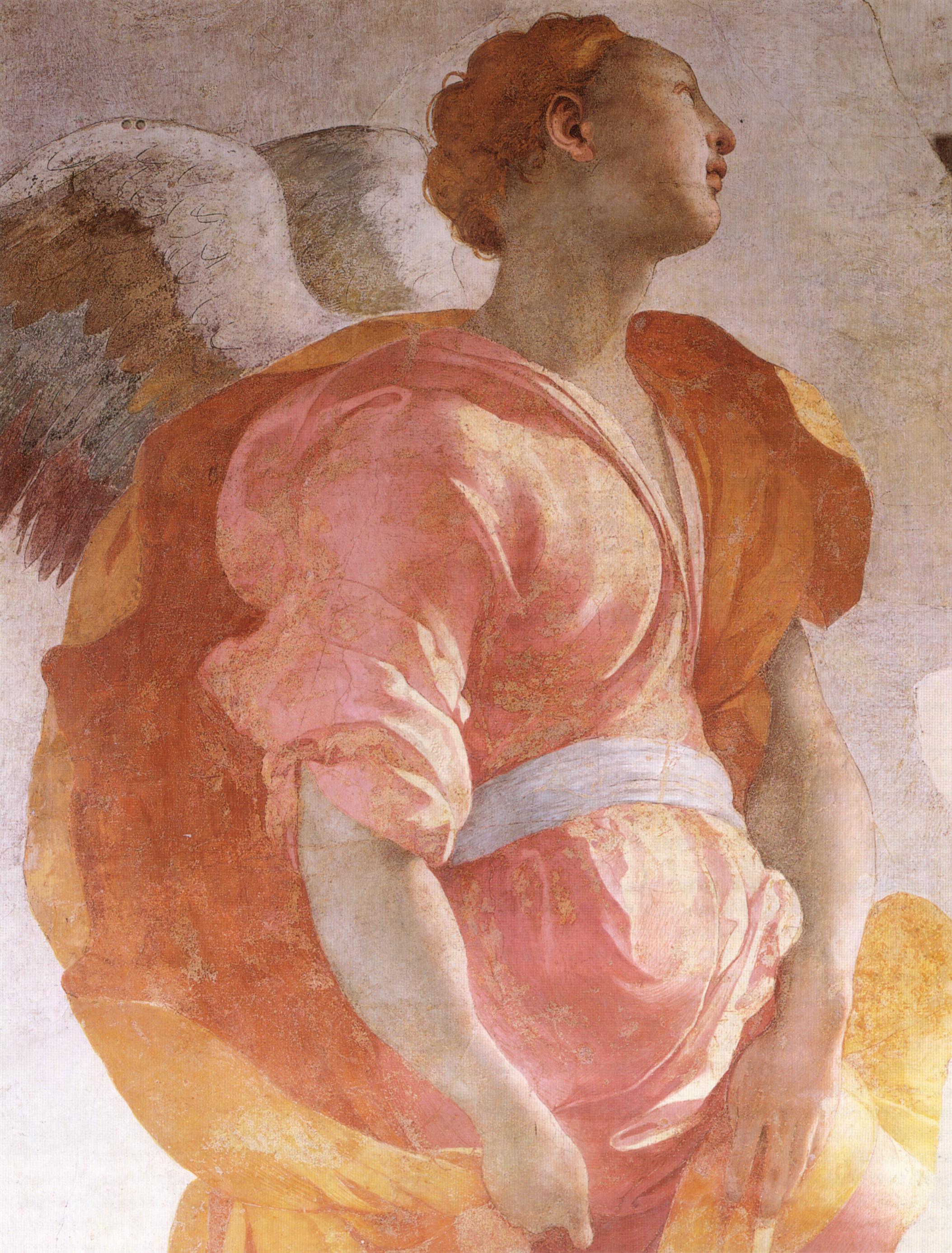
カッポーニ礼拝堂（英語版）『受胎告知（英語版）』よりガブリエル部分（ポントルモ）
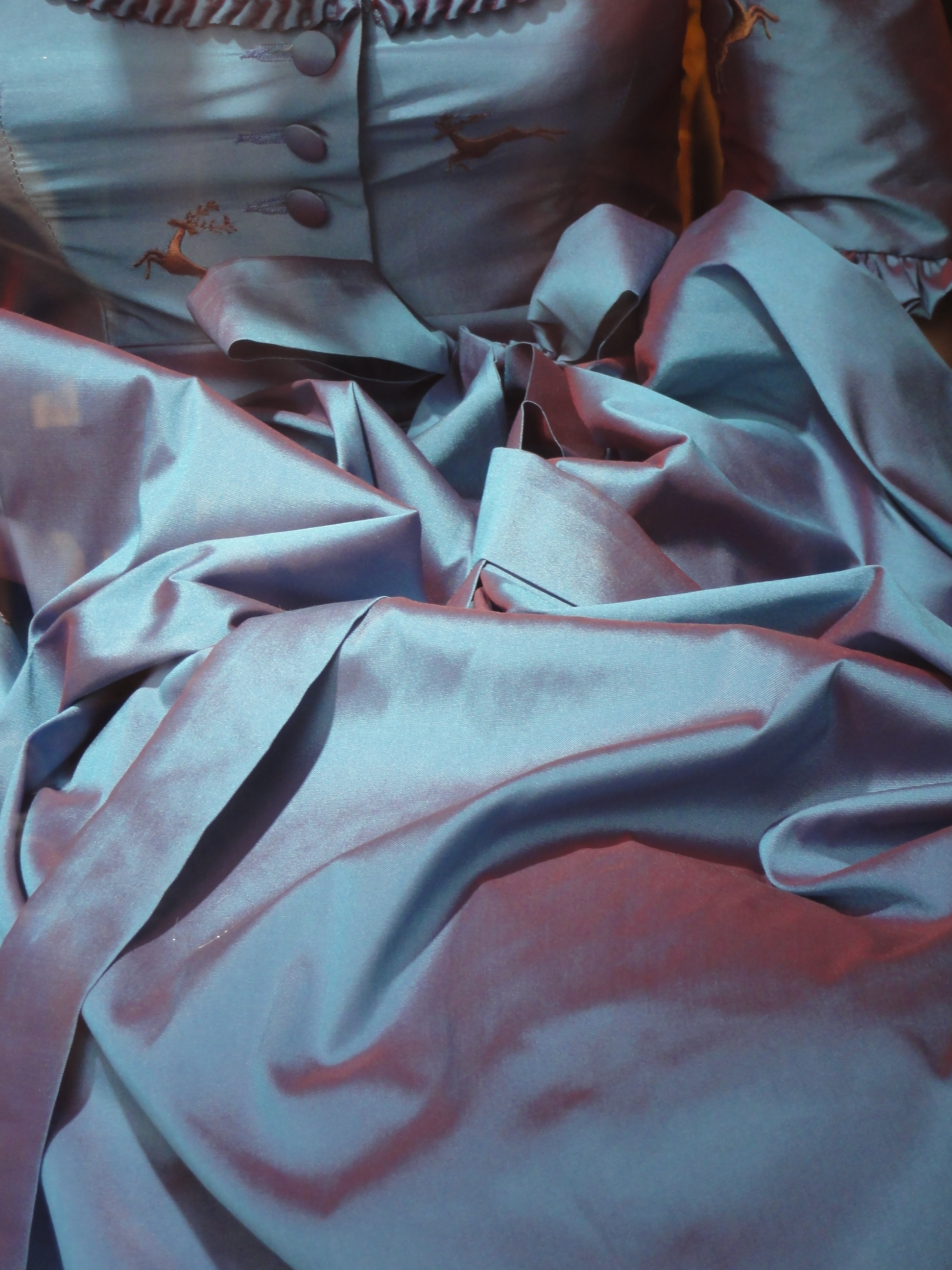
現物の玉虫織（shot silk）